# Rhadinopus papuana
Rhadinopus papuana är en måreväxtart som beskrevs av Spencer Le Marchant Moore. Rhadinopus papuana ingår i släktet Rhadinopus och familjen måreväxter. Inga underarter finns listade i Catalogue of Life.